# Wybory prezydenckie na Słowacji w 2019 roku
Wybory prezydenckie na Słowacji w 2019 roku odbyły się w dwóch turach 16 i 30 marca 2019. Urzędujący prezydent Andrej Kiska zrezygnował z ubiegania się o drugą kadencję. W II turze Zuzana Čaputová pokonała Maroša Šefčoviča.

## Podłoże
Andrej Kiska został wybrany na prezydenta w marcu 2014 roku. Wygrał wybory z ogromną większością głosów przeciwko ówczesnemu premierowi Robertowi Fico.
Sondaże wskazywały, że był on najbardziej zaufanym politykiem na Słowacji i że prawdopodobnie byłby liderem w wyborach, gdyby zdecydował się ubiegać o reelekcję. Początkowo planował ogłosić, czy wystartuje w wyborach we wrześniu 2018 roku, ale przeniósł ją na 15 maja 2018 roku. Partia Wolność i Solidarność ogłosiła, że poprze kandydaturę Kiski. Jednak Kiska ogłosił 15 maja 2018, że nie będzie ubiegał się o reelekcję, argumentując, że ten ruch może zakończyć „erę konfrontacji politycznej”, w obliczu której stanął jego kraj. Powołał się jednocześnie na chęć poświęcenia większej ilości czasu rodzinie.

## System wyborczy
Prezydent Republiki Słowackiej wybierany jest na pięcioletnią kadencję w głosowaniu powszechnym od 1999 roku. Rola głowy państwa jest ograniczona, ale nie tylko ceremonialna. Prezydent ma prawo mianować premiera, zawetować budżet (chyba że zostanie zatwierdzony większością dwóch trzecich głosów) i nominować sędziów na najwyższych szczeblach władzy sądowniczej.
Prezydent wybierany jest metodą dwuetapową; jeśli żaden kandydat nie osiągnie 50% + 1 głosów w pierwszej turze, dwóch najlepszych kandydatów z pierwszej tury bierze udział w drugiej turze
Do zarejestrowania kandydatury zgodnie w wymogami Konstytucji Słowacji wymaga jest zebranie 15 000 podpisów obywateli Słowacji lub uzyskanie poparcia 15 z 150 posłów w parlamencie. Urząd prezydenta można sprawować maksymalnie przez dwie pięcioletnie kadencje.

## Kandydaci
Kandydaci, którzy zgodnie z obowiązującym prawem zebrali wymagane 15 000 podpisów obywatelskich lub 15 podpisów posłów do Rady Narodowej do północy 31 stycznia 2019 roku:
| #   | Kandydat | Kandydat              | Partia polityczna                               | Zawód                                               | Wiek | Deklaracja startu | Potwierdzenie kandydatury | Liczba złożonych podpisów            |
| --- | -------- | --------------------- | ----------------------------------------------- | --------------------------------------------------- | ---- | ----------------- | ------------------------- | ------------------------------------ |
| 1.  |          | Béla Bugár            | Most-Híd                                        | Poseł do Rady Narodowej                             | 60   | 9 czerwca 2018    | 6 września 2018           | 34 656 podpisów obywateli            |
| 2.  |          | Zuzana Čaputová       | PS                                              | Prawniczka                                          | 45   | 29 maja 2018      | 24 stycznia 2019          | 18 481 podpisów obywateli            |
| 3.  |          | Martin Daňo           | Niezależny                                      | Dziennikarz                                         | 42   | 16 lutego 2018    | 24 stycznia 2019          | 16 podpisów posłów do Rady Narodowej |
| 4.  |          | Štefan Harabin        | Niezależny (poparty przez KDŽP)                 | Sędzia Sądu Najwyższego Republiki Słowackiej        | 61   | 18 kwietnia 2018  | 15 listopada 2018         | 31 993 podpisów obywateli            |
| 5.  |          | Eduard Chmelár        | Niezależny                                      | Wykładowca uniwersytecki                            | 47   | 23 kwietnia 2018  | 28 stycznia 2019          | 17 953 podpisów obywateli            |
| 6.  |          | Marian Kotleba        | ĽSNS                                            | Poseł do Rady Narodowej                             | 41   | 31 maja 2018      | 30 stycznia 2019          | ponad 27 000 podpisów obywateli      |
| 7.  |          | Milan Krajniak        | Jesteśmy Rodziną                                | Poseł do Rady Narodowej                             | 46   | 31 maja 2018      | 11 sierpnia 2018          | 25 135 podpisów obywateli            |
| 8.  |          | František Mikloško    | Niezależny (poparty przez OKS, KDH, OĽaNO i KÚ) | Publicysta                                          | 71   | 6 czerwca 2018    | 25 stycznia 2019          | 19 104 podpisów obywateli            |
| 9.  |          | Maroš Šefčovič        | Niezależny (poparty przez SMER-SD)              | Wiceprzewodniczący, komisarz ds. unii energetycznej | 52   | 18 stycznia 2019  | 31 stycznia 2019          | 47 podpisów posłów do Rady Narodowej |
| 10. |          | Róbert Švec           | Niezależny                                      | Politolog                                           | 42   | 27 maja 2018      | 25 listopada 2018         | 18 261 podpisów obywateli            |
| 11. |          | Bohumila Tauchmannová | Niezależna                                      | Bizneswoman                                         | 60   | 1 marca 2018      | 19 września 2018          | ponad 16 000 podpisów obywateli      |
| 12. |          | Juraj Zábojník        | Niezależny                                      | Analityk bezpieczeństwa                             | 56   | 19 lutego 2018    | 13 sierpnia 2018          | 28 505 podpisów obywateli            |
| 13. |          | Ivan Zuzula           | SIEŤ                                            | Wykładowca uniwersytecki                            | 64   | 31 stycznia 2019  | 31 stycznia 2019          | 16 542 podpisów obywateli            |

### Wycofane kandydatury
Kandydaci, którzy po deklaracji startu później wycofali swoją kandydaturę.
| #   | Kandydat | Kandydat         | Partia polityczna | Zawód                             | Deklaracja startu | Wycofanie kandydatury |
| --- | -------- | ---------------- | ----------------- | --------------------------------- | ----------------- | --------------------- |
| 14. |          | Oskar Fegyveres  | Niezależny        |                                   | 31 maja 2018      | 2 listopada 2018      |
| 15. |          | Gabriela Drobová | Niezależna        | Dramaturg i dyrektorka Fashion TV | 16 września 2018  | 31 stycznia 2019      |

### Rezygnacja z kandydowania
19 lutego 2019 József Menyhárt zrezygnował z kandydowania udzielając jednocześnie poparcia kandydatowi na prezydenta Robertowi Mistríkowi. Uważa go za „najlepszego prawicowego kandydata demokratycznego”.
26 lutego 2019 Robert Mistrík zrezygnował z kandydowania na rzecz Zuzanny Čaputovej.
| #   | Kandydat | Kandydat        | Partia polityczna                      | Zawód                             | Wiek | Deklaracja startu | Potwierdzenie kandydatury | Liczba złożonych podpisów | Rezygnacja z kandydowania | Powód rezygnacji z kandydowania      |
| --- | -------- | --------------- | -------------------------------------- | --------------------------------- | ---- | ----------------- | ------------------------- | ------------------------- | ------------------------- | ------------------------------------ |
| 16. |          | József Menyhárt | SMK-MKP                                | Przewodniczący partii politycznej | 42   | 29 września 2018  | 28 stycznia 2019          | 26 800 podpisów obywateli | 19 lutego 2019            | rezygnacja na rzecz Roberta Mistríka |
| 17. |          | Robert Mistrík  | Niezależny (poparty przez SaS i SPOLU) | Naukowiec                         | 52   | 15 maja 2018      | 17 listopada 2018         | 26 885 podpisów obywateli | 26 lutego 2019            | rezygnacja na rzecz Zuzany Čaputovej |

### Niedopuszczone kandydatury
Kandydaci, których kandydatura nie została przyjęta przez przewodniczącego Rady Narodowej Republiki Słowackiej.
| #   | Kandydat | Kandydat       | Partia polityczna | Zawód                                                                 | Deklaracja startu | Potwierdzenie kandydatury | Powód niezaakceptowania kandydatury                                       |
| --- | -------- | -------------- | ----------------- | --------------------------------------------------------------------- | ----------------- | ------------------------- | ------------------------------------------------------------------------- |
| 18. |          | Radovan Znášik | Niezależny        | Dyplomata, były urzędnik Ministerstwa Środowiska Republiki Słowackiej | 4 września 2017   | 29 stycznia 2019          | nie spełnia wymogu wiekowego w dniu wyborów                               |
| 19. |          | Ján Molnár     | Niezależny        | Emeryt                                                                | 22 stycznia 2019  | 29 stycznia 2019          | podejrzenie, że podpisy parlamentarzystów zostały uzyskane przez oszustwo |
| 20. |          | Martin Konečný | Niezależny        | Rolnik                                                                | 31 stycznia 2019  | 31 stycznia 2019          | brakująca liczba podpisów                                                 |

## Kampania wyborcza
Do 2014 roku ramy czasowe kampanii wyborczej określał przedział od 15 dni do 48 godzin przed rozpoczęciem wyborów. Jednak obecnie nie ma limitu czasu trwania kampanii. W ten sposób poszczególni kandydaci byli aktywni kilka miesięcy przed wyborami, po ogłoszeniu kampanii. Opierając się na badaniach opinii publicznej opublikowanych pod koniec 2018 roku, Robert Mistrík wezwał Zuzanę Čaputovą, Františka Mikloška, Milana Krajniaka i Veronikę Remišovą do rezygnacji na jego korzyść.

### Finansowanie kampanii
Zgodnie z obowiązującym prawem (Ustawa 181/2014 Z.z. o volebnej kampani) kandydat na prezydenta może wydać maksymalnie 500 000 € (wraz z podatkiem VAT), na kampanię wyborczą łącznie w dwóch turach wyborów. Kwota ta obejmuje również koszty poniesione na reklamę kandydata, które kandydat na prezydenta wydał w ciągu 180 dni przed dniem ogłoszenia daty wyborów. Kandydaci mogą przyjmować darowizny na kampanię wyłącznie od osób fizycznych, osób prawnych i partii politycznych.

#### Łączne wydatki na kampanię
| Kandydat           | Łączne wydatki (od 14 marca 2019) |
| ------------------ | --------------------------------- |
| Robert Mistrík     | 713 468 €                         |
| Zuzana Čaputová    | 470 668 €                         |
| Béla Bugár         | 350 809 €                         |
| Maroš Šefčovič     | 311 352 €                         |
| Milan Krajniak     | 309 103 €                         |
| Štefan Harabin     | 289 558 €                         |
| Marian Kotleba     | 81 405 €                          |
| František Mikloško | 56 990 €                          |

## Debaty kandydatów na prezydenta
Pierwsza debata z udziałem kandydatów na prezydenta Štefana Harabina, Eduarda Chmelára, Milana Krajniaka i Juraja Zábojníka odbyła się w telewizji TA3 24 czerwca 2018 roku. W okresie poprzedzającym bezpośrednio pierwszą turę wyborów (1-13 marca) przeprowadzonych zostało 17 debat.

### Debaty przed drugą turą
Podczas dwutygodniowego okresu między pierwszą a drugą turą wyborów odbyły się debaty między dwoma kandydatami, Zuzaną Čaputovą i Marošem Šefčovičem. Pierwsza debata odbyła się w RTVS bezpośrednio po nocy wyborczej. Obaj kandydaci zadeklarowali, że czują wezwanie do zmian na Słowacji. Šefčovič zadeklarował konserwatywne poglądy na kwestie migracji podkreślając wartości chrześcijańskie, atakując Čaputovą za liberalny program. „Moje postrzeganie świata podziela 60 procent obywateli, gdy patrzymy na postawy wobec migrantów, obowiązkowe kwoty. Walczyłem z tym, pani Čaputová była raczej z tyłu. Są to również priorytety w polityce społecznej. Wybory pokazały, że 60 procent ludzi ma inne zdanie niż pani Čaputová - powiedział”. Komentatorzy zwrócili uwagę na fakt, że sam Šefčovič promował kiedyś podobne postawy, które krytykował u Čaputovej. Čaputová powiedziała, że chce kontynuować kampanię w takim samym duchu, jak dotychczas, z naciskiem na uczciwość i przyzwoitość. Przyznała również, że po wyborach zrezygnuje ze swojego stanowiska wiceprzewodniczącej i członkostwa w partii "Postępowa Słowacja".
| Lp. | Data          | Godzina | Gospodarz                  | Miasto     | Moderator                                 | Uczestnicy                     |
| --- | ------------- | ------- | -------------------------- | ---------- | ----------------------------------------- | ------------------------------ |
| 1.  | 17 marca 2019 | 9:00    | RTVS                       | Bratysława | Juraj Jedinák                             | Zuzana Čaputová Maroš Šefčovič |
| 2.  | 23 marca 2019 | 12:10   | Rádio Slovensko            | Bratysława | Marta Jančkárová                          | Zuzana Čaputová Maroš Šefčovič |
| 3.  | 25 marca 2019 | 19:00   | Denník N i Novej Cvernovke | Bratysława | Monika Tódová                             | Zuzana Čaputová Maroš Šefčovič |
| 4.  | 25 marca 2019 | 19:50   | TA3                        | Bratysława | Norbert Dolinský                          | Maroš Šefčovič                 |
| 5.  | 26 marca 2019 | 19:50   | TA3                        | Bratysława | Norbert Dolinský                          | Zuzana Čaputová                |
| 6.  | 26 marca 2019 | 20:30   | Markíza                    | Bratysława | Zlatica Švajdová Puškárová Michal Kovačič | Zuzana Čaputová Maroš Šefčovič |
| 7.  | 27 marca 2019 | 19:50   | TA3                        | Bratysława | Norbert Dolinský                          | Zuzana Čaputová Maroš Šefčovič |
| 8.  | 27 marca 2019 | 20:15   | RTVS                       | Bratysława | Marta Jančkárová Marek Makara             | Zuzana Čaputová Maroš Šefčovič |

Debaty zaznaczone kursywą, 4 i 5, nie są pojedynkiem w prawdziwym znaczeniu tego słowa, ponieważ uczestniczył w nich tylko jeden kandydat.

## Przebieg wyborów
W pierwszej turze 4 429 033 uprawnionych wyborców mogło głosować w 5 940 okręgach wyborczych na terytorium Słowacji. Lokale wyborcze były otwarte od 07:00 do 22:00 Wybory w okręgu nr 4 w mieście Malacky zostały przedłużone do 22:35, ponieważ lokal wyborczy został otwarty z 35 minutowym opóźnieniem (jeden członek komisji wyborczej nie przyszedł i konieczne było powołanie zastępcy). O godz. 6:30 we wsi Janice, powiat Rymawska Sobota, zmarł przewodniczący komisji wyborczej. Romski działacz obywatelski i polityk Gejza Berky upadł w urzędzie gminy (prawdopodobnie z powodu chorób układu krążenia) i wezwane na miejsce służby ratunkowe nie zdołały przywrócić akcji serca. Proces wyborczy w wiosce nie został zakłócony, w miejsce Berky wybrano nowego przewodniczącego komisji wyborczej.
Do incydentu doszło we wsi Medzany w powiecie Preszów, gdzie przedstawiciel Rady Miejskiej w Medzany Anton Vaňo (OĽaNO), według świadków w stanie upojenia alkoholowego ukradł urnę z głosami z lokalu wyborczego. Uszkodził i rzucił ją na ziemię przed lokalem. Na miejsce wezwano patrol Korpusu Policyjnego i razem z członkami Komisji Wyborczej zabezpieczono koperty z kartami do głosowania, a następnie umieszczone je w nowej urnie. Nie doszło do utraty oddanych głosów. Z powodu incydentu komisja wyborcza została zamknięta na godzinę i 16 minut, więc pozostała otwarta do 23:16, przedłużając moratorium wyborcze na całą Słowację do 23:16.
25 marca kandydat Štefan Harabin złożył skargę konstytucyjną. Powodem tego jest fakt, że pierwsza tura wyborów nie odbyła się w sposób zgodny z prawem.

## Wyniki wyborów

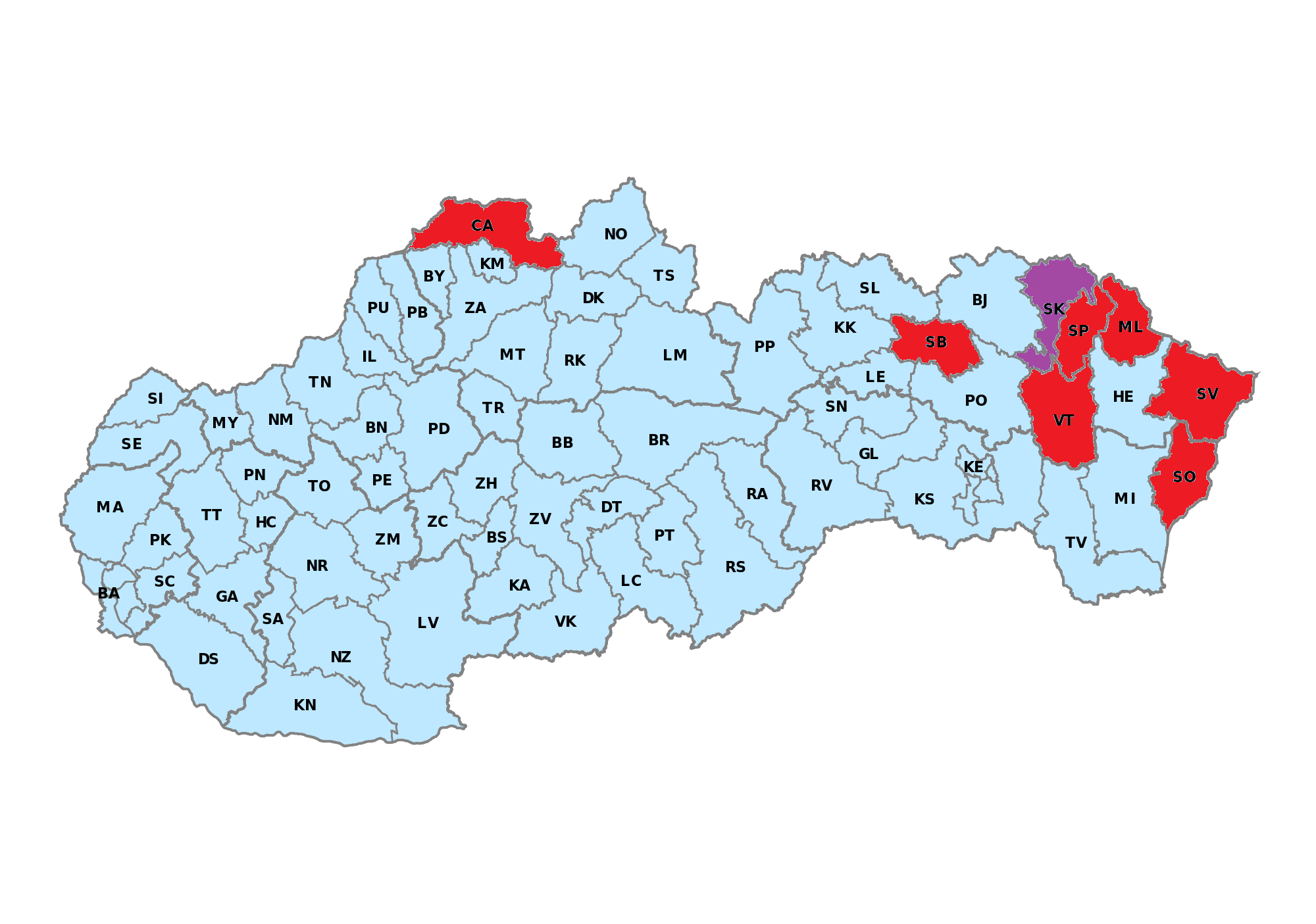
Wyniki pierwszej tury wyborów według powiatów. Na niebiesko wygrała Čaputová, na czerwono Šefčovič, na fioletowo Harabin.

W pierwszej turze wyborów prezydenckich 16 marca 2019 wzięło udział 2 158 859 wyborców, co daje frekwencję 48,74%. Liczba ważnych głosów wyniosła 2 145 364, a dwóch pierwszych kandydatów, którzy odnieśli największy sukces - Zuzana Čaputová i Maroš Šefčovič - przeszło do drugiej rundy. Kolejność otrzymanych głosów była następująca:
| Kandydat                                                | Partia                            | Pierwsza tura | Pierwsza tura | Druga tura | Druga tura |
| Kandydat                                                | Partia                            | Głosy         | %             | Głosy      | %          |
| ------------------------------------------------------- | --------------------------------- | ------------- | ------------- | ---------- | ---------- |
| Zuzana Čaputová                                         | Postępowa Słowacja                | 870 415       | 40,57         | 1 056 582  | 58,40      |
| Maroš Šefčovič                                          | Niezależny                        | 400 379       | 18,66         | 752 403    | 41,59      |
| Štefan Harabin                                          | Niezależny                        | 307 823       | 14,34         |            |            |
| Marian Kotleba                                          | Partia Ludowa Nasza Słowacja      | 222 935       | 10,39         |            |            |
| František Mikloško                                      | Niezależny                        | 122 916       | 5,72          |            |            |
| Béla Bugár                                              | Most-Híd                          | 66 667        | 3,10          |            |            |
| Milan Krajniak                                          | Jesteśmy Rodziną                  | 59 464        | 2,77          |            |            |
| Eduard Chmelár                                          | Niezależny                        | 58 965        | 2,74          |            |            |
| Martin Daňo                                             | Niezależny                        | 11 146        | 0,51          |            |            |
| Róbert Švec                                             | Niezależny                        | 6 567         | 0,30          |            |            |
| Juraj Zábojník                                          | Niezależny                        | 6 219         | 0,28          |            |            |
| Ivan Zuzula                                             | Sieć                              | 3 807         | 0,17          |            |            |
| Bohumila Tauchmannová                                   | Niezależna                        | 3 535         | 0,16          |            |            |
| Robert Mistrík (zrezygnował na rzecz Zuzany Čaputovej)  | Niezależny                        | 3 318         | 0,15          |            |            |
| József Menyhárt (zrezygnował na rzecz Roberta Mistríka) | Partia Społeczności Węgierskiej   | 1 208         | 0,05          |            |            |
| Nieważne/puste głosy                                    | Nieważne/puste głosy              | 13 495        | –             | 38 432     | –          |
| Razem                                                   | Razem                             | 2 158 859     | 100           | 1 847 417  | 100        |
| Zarejestrowani wyborcy/frekwencja                       | Zarejestrowani wyborcy/frekwencja | 4 429 033     | 48,74         | 4 419 883  | 41,79      |
| Źródło: Statistics.sk, Statistics.sk                    |                                   |               |               |            |            |